# غهركوه (غوهران)
غهرکوه (بالفارسية: گهرکوه) هي قرية تقع في محافظة هرمزغان الإيرانية في قسم غوهران الريفي بمقاطعة بشاكرد. يقدر عدد سكانها بـ 130 نسمة بحسب إحصاء 2016.